# Banga (ort i Indien, Punjab)
Banga är en ort i Indien.   Den ligger i distriktet Shahid Bhagat Singh Nagar och delstaten Punjab, i den norra delen av landet, 300 km norr om huvudstaden New Delhi. Banga ligger 256 meter över havet och antalet invånare är 19 234.
Terrängen runt Banga är mycket platt. Runt Banga är det tätbefolkat, med 530 invånare per kvadratkilometer. Närmaste större samhälle är Nawāshahr, 13,5 km sydost om Banga. Trakten runt Banga består till största delen av jordbruksmark.